# Culturisme aux Jeux panaméricains
Le culturisme aux Jeux panaméricains, est une épreuve sportive figurant au programme des Jeux panaméricains depuis les XVIIIe jeux de 2019 à Lima au Pérou. Le culturisme était déjà une discipline présente aux jeux mondiaux de 1981 à 2009.

## Épreuves
Deux épreuves toutes catégories sont au programme : le culturisme classique masculin et le fitness féminin. Elle comporte une phase demi-finale et finale.

## Palmarès

### Hommes
| Année | Lieu        | Médaille d'or                         | Points | Médaille d'argent                     | Points | Médaille de bronze                     | Points |
| ----- | ----------- | ------------------------------------- | ------ | ------------------------------------- | ------ | -------------------------------------- | ------ |
| 2019  | Lima, Pérou | William Yuri Rodríguez González (ESA) | 36 pts | Carlos Alberto Barragán Giraldo (COL) | 38 pts | Jonathan Estuar Martinez Catalan (GUA) | 40 pts |

### Femmes
| Année | Lieu        | Médaille d'or                      | Points | Médaille d'argent                   | Points | Médaille de bronze                    | Points |
| ----- | ----------- | ---------------------------------- | ------ | ----------------------------------- | ------ | ------------------------------------- | ------ |
| 2019  | Lima, Pérou | Paulina María Zamora Cornejo (ESA) | 21 pts | Xyomara Vanessa Valdivia Flor (MEX) | 26 pts | Macarena Belén Figueroa Miranda (CHI) | 31 pts |

## Tableau des médailles
| Rang | Nation    | Or | Argent | Bronze | Total |
| ---- | --------- | -- | ------ | ------ | ----- |
| 1    | Salvador  | 2  | 0      | 0      | 2     |
| 2    | Colombie  | 0  | 1      | 0      | 1     |
| 2    | Mexique   | 0  | 1      | 0      | 1     |
| 4    | Chili     | 0  | 0      | 1      | 1     |
| 4    | Guatemala | 0  | 0      | 1      | 1     |
|      | Total     | 2  | 2      | 2      | 6     |